# Selección femenina de waterpolo de México
La Selección femenina de waterpolo de México es el equipo nacional que representa a México en las competiciones internacionales de polo acuático para mujeres.
El equipo está conformado por:
1. Adelina Alanis
2. Alcione Murrieta
3. Artemisa Ponce
4. Edith Flores
5. Marcela Rios
6. Guadalupe Perez
7. Lorena Sanchez
8. Lizeth Torres
9. Ivanna Castro
10. Fernanda
11. Diana Carballo
12. Karina Espadas

En el 2019 participó en los Juegos Panamericanos de Lima 2019.